# Уайрауїт
Уайрауїт, вайрауїт (рос. уайрауит; англ. wairauite; нім. Wairauit m) — мінерал, самородне кобальт-залізо (Co, Fe).
Названий за річкою Уайрау (Нова Зеландія), G.A. Challes, J.V.P.Long, 1964.

## Загальний опис
Містить у % (масив Ред-Гіллс, Нова Зеландія): Co — 48,3; Fe — 49,8. Домішки: Ni. Сингонія кубічна. Гексаоктаедричний вид. Утворює мікроскопічні кристалики з гранями куба і октаедра. Густина 8,23. Дуже магнітний. Подібний до аваруїту. Знайдений разом з хромітом, магнетитом, аваруїтом і самородною міддю в серпентиніті. Осн. знахідки: долина р. Уайрау (Нова Зеландія), Коті (преф. Коті, Японія), Мускокс (Півн. Канада), Поск'яво (кантон Ґраубюнден, Швейцарія).